# Цесаркові

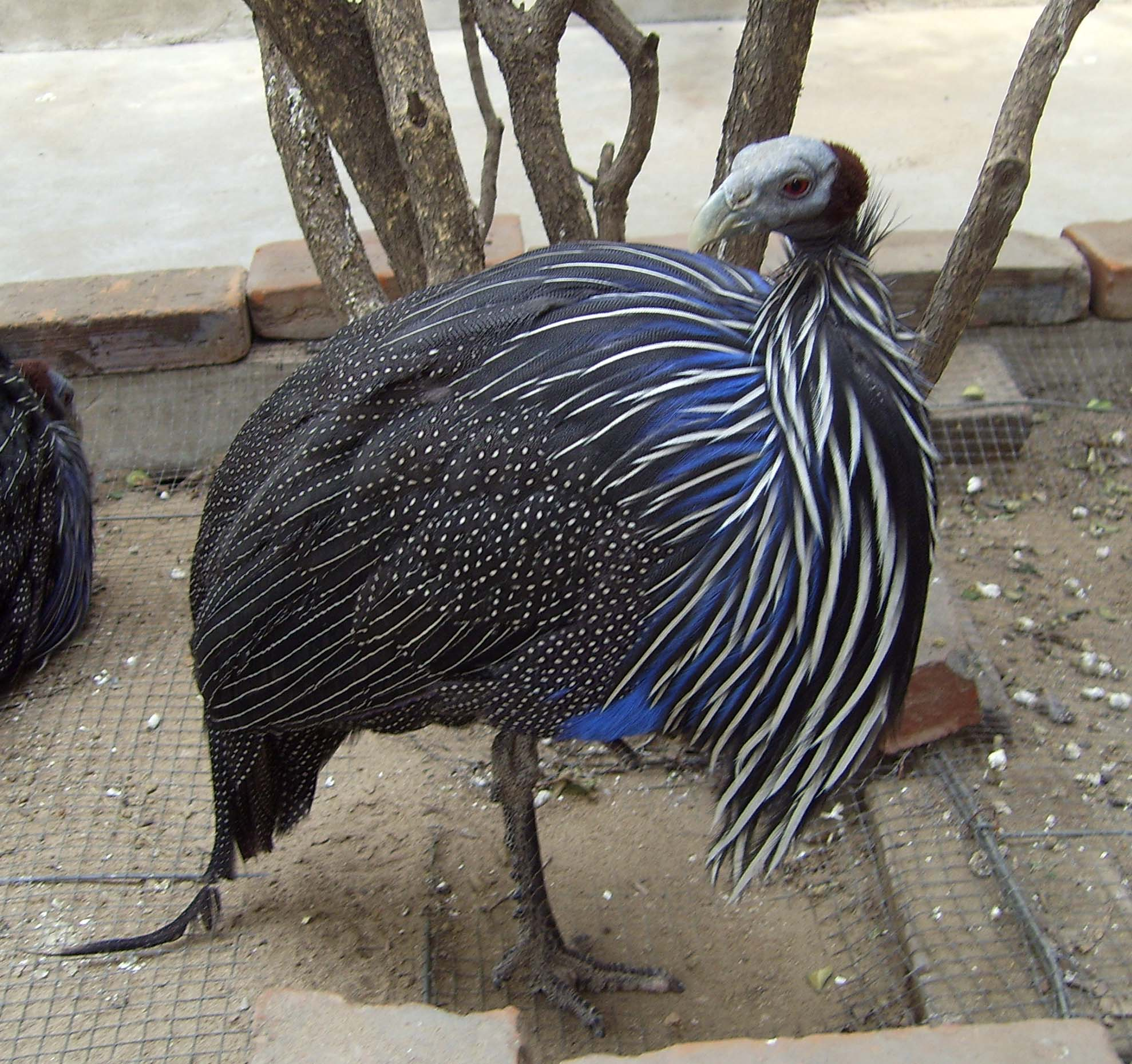
Цесарка синьогруда (Acryllium vulturinum)

Цесаркові (Numididae) — родина птахів ряду куроподібних (Galliformes). Включає 6 видів, що мешкають в Африці по узліссях і заростях кущів.

## Опис
Розмір цесаркових становить від 40 до 70 см. У них короткий, спрямований вниз хвіст. Усі види мають темне оперення, поцятковане дрібними круглими світлими плямами.

## Поведінка
За способом життя майже не відрізняються один від одного. Тримаються зграями в гористих місцевостях, покритих густими кущами і дрібним лісом, що чергується з невеликими відкритими прогалинами. Швидко бігають і неохоче літають, оскільки політ швидко їх стомлює. Живляться як комахами, так і рослинною їжею : ягодами, насінням, бруньками, листям і ін. Вириваючи молоді рослини і проростаюче насіння, приносять місцями значну шкоду культурним рослинам.

## Розмноження
При гніздуванні на волі розділяються, мабуть, на пари. Гніздом служить ямка на землі. Кладка складається з 5-8 жовтувато-білих яєць.

## Класифікація
Родина включає 4 роди і 6 видів:
- Рід Acryllium — синьогруда цесарка
  - Acryllium vulturinum — цесарка синьогруда
- Рід Agelastes — чорна цесарка
  - Agelastes meleagrides — цесарка біловола
  - Agelastes niger — цесарка чорна
- Рід Guttera — чубата цесарка
  - Guttera plumifera — цесарка камерунська
  - Guttera pucherani — цесарка чубата
- Рід Numida — цесарка
  - Numida meleagris — цесарка звичайна або рогата